# Municipi de Nyborg
El municipi de Nyborg és un municipi danès que va ser creat l'1 de gener del 2007 com a part de la Reforma Municipal Danesa, integrant els antics municipis de Ullerslev, Ørbæk i Nyborg. El municipi és situat a l'est de l'illa de Fiònia, i forma part de la Regió de Syddanmark, abastant una superfície de 276 km².
En aquest municipi, al sud-est de la ciutat de Nyborg, hi ha un dels extrems del pont del Gran Belt o Storebæltsbroen, de 18 km de llarg, que connecta l'illa de Fiònia amb la de Sjælland sobre l'estret del Gran Belt.
La ciutat més important i la seu administrativa del municipi és Nyborg (16.514 habitants el 2009). Altres poblacions del municipi són:
- Aunslev
- Ellinge
- Frørup
- Hjulby
- Langå
- Måre
- Ørbæk
- Refsvindinge
- Skellerup
- Svindinge
- Tårup
- Ullerslev
- Vindinge

## Consell municipal
Resultats de les eleccions del 18 de novembre del 2009:
| Partit                       | vots | % vots |
| ---------------------------- | ---- | ------ |
| Socialdemokratiet            | 8086 | 45,4   |
| Det Radikale Venstre         | 409  | 2,3    |
| Det Konservative Folkeparti  | 939  | 5,3    |
| Socialistisk Folkeparti      | 1995 | 11,2   |
| Dansk Folkeparti             | 1320 | 7,4    |
| Venstre                      | 4927 | 27,7   |
| Enhedslisten - De Rød-Grønne | 142  | 0,8    |

### Alcaldes
| Alcalde          | Període               | Partit            |
| ---------------- | --------------------- | ----------------- |
| Jørn Terndrup    | 1-1-2007 a 31-12-2009 | Venstre           |
| Erik Christensen | 1-1-2010 a 31-12-2013 | Socialdemokratiet |